# Факултет техничких наука Универзитета у Новом Саду
Факултет техничких наука (скраћено ФТН) је високообразовна установа смештена у Новом Саду и део је Универзитета у Новом Саду. Основан је 18. маја 1960. као Машински факултет. Данас је са око 1.220 запослених и скоро 17.000 студената један од највећих факултета у региону. Тренутни декан је Борис Думнић.

## Историја
Факултет техничких наука је основан 18. маја 1960. године одлуком Народне скупштине Народне Републике Србије као Машински факултет у Новом Саду у саставу Универзитета у Београду. Оснивањем Универзитета у Новом Саду 28. јуна 1960. године факултет улази у састав тог универзитета.
Факултет је почео да ради у адаптираној згради Индустријске средње техничке школе у Школској улици број 1 са 7 професора и 10 асистената. Први декан новоотвореног факултета је био професор Евгеније Чупић, а први председник Савета факултета био је Марко Бачлија, дипл. правник.
Студије су биле двостепене са четворогодишњим трајањем и одвијале су се по наставном плану и програму Машинског факултета у Београду.
Године 1962. Машинском факултету уступљена је зграда Педагошког центра, где се одвијала настава на другој и старијим годинама студија. Неко време је зграда припадала Правном факултету, али је касније враћена Факултету техничких наука. Данас је позната као блок Ф. Додатних 890 m2 лабораторијског и кабинетског простора је саграђено за Одсек за енергетику, електронику и телекомуникације. Завршетком зграде машинских института (1965. год.) створени су услови за бржи развој Машинског факултета. Школске 1965/66. године прелази се на јединствене студије и нови наставни план са петогодишњим трајањем.
Изградњом зграде наставног блока и куле 1968. године, побољшани су услови за рад и омогућен је упис већег броја студената на прву годину студија. Од 1971. године на Факултету почињу студије електротехнике и грађевинарства као одељења одговарајућих факултета у Београду.
Одлуком Скупштине АП Војводине 22. априла 1974. године Машински факултет прераста у Факултет техничких наука са три одсека: машински, електротехнички и грађевински. Декан у то време био је професор Живојин Ћулум.
Да би се решили проблеми које је Факултет имао, град Нови Сад је 1979. предао Факултету бившу Творницу машинских делова (ТМД). Школске 1978/79. године машински одсек почео је наставу на смеру за производно машинство у Кикинди. Институт за хидраулику и саобраћај иницира 1979/80. покретање студија саобраћајне струке на овом факултету. 1987. године формиран је Центар за управљање великим системима под покровитељством Унеска.
Студије архитектуре су почеле школске 1996/97. Због потреба овог смера дограђен је четврти спрат у наставном блоку. Градња је започела 13. јула 1998, а радови су завршени 7. децембра 1998.
Од школске 1999/2000. долази промена, када почињу студије графичког инжењерства и дизајна, поштанског саобраћаја и телекомуникација, инжењерског менаџмента и инжењерства заштите животне средине. Од школске 2002/2003, као интердисциплинарни смер, почеле су студије мехатронике.

## Факултет данас
Факултет техничких наука је научно–образовна институција састављена од 13 департмана, 47 катедри, 33 научно стручних центара и 10 заједничких стручних служби.
Факултет је лоциран у центру кампуса Универзитета у Новом Саду. Чине га 6 зграда на преко 35.000 m2 простора.
Од 7 наставника и 10 асистената прерастао је у један од највећих факултета у Србији са 1228 запослених и преко 17.000 студената. До сада је дипломирало преко 16.927, магистрирало више од 891 и докторирало више од 609 кандидата.
Делатност Факултета оријентисана је у три подручја: наставна делатност, научноистраживачки рад и развој и примена истраживања у пракси.
Наставна делатност
Наставни процес од школске 2005/2006. године се одвија по новој структури студијских програма и модула у три нивоа студија:
Основне студије – студије првог степена организују се као: 
- основне академске студије,
- основне струковне студије.

Студије другог степена организују се као:
- мастер академске студије,
- специјалистичке академске студије,
- мастер струковне студије,
- међународне (мастер) студије - Master of Business Administration - МВА студије,

Студије трећег степена организују се као:
- докторске академске студије.

Академске студије организују се као:
- Основне академске студије (студије првог степена) – трају четири године (вреде најмање 240 бодова). Завршетком основних академских студија стиче се звање дипломираног инжењера одговарајуће области.
- Мастер академске студије (студије другог степена) – трају једну или две године и вреде у зависности од трајања студијског програма најмање 60 односно 120 ЕСПБ бодова. Завршетком мастер студија стиче се звање мастер инжењера или мастер уметности дате области.
- Специјалистичке академске студије (студије другог степена) – трају једну или једну и по годину и вреде у зависности од трајања студијског програма најмање 60 односно 90 ЕСПБ бодова. Завршетком специјалистичких академских студија стиче се звање специјалиста инжењер одговарајуће области.
- Докторске академске студије (студије трећег степена) – трају три године и вреде најмање 180 ЕСПБ бодова. Завршетком докторских студија стиче се звање доктора наука или доктор уметности дате области.

Струковне студије се организују као:
- Основне струковне студије (студије првог степена) – трају три године и вреде најмање 180 ЕСПБ бодова. Завршетком основних струковних студија стиче се звање струковни инжењер дате области.
- Мастер струковне студије (студије другог степена) – трају једну или две године и вреде најмање 60 односно 120 ЕСПБ бодова. Завршетком мастер струковних студија стиче се звање мастер струковни инжењер дате области.
- Међународне практично оријентисане мастер студије (студије другог степена) – Master of Business Administration – МBA: трају две године и вреде најмање 120 ЕСПБ бодова. Завршетком МBА студија стиче се звање специјалиста струковни инжењер менаџмента.

Факултет је први сертификовао свој систем квалитета према међународним стандардима ISO 9001 код Савезног завода за стандардизацију и код Међународне сертификационе организације RWTÜV из Есена у Немачкој.
Дужност декана тренутно обавља професор доктор Борис Думнић.

### Пословодство
- Декан - проф. др Борис Думнић
- Продекан за науку и међународну сарадњу - проф. др Милан Видаковић
- Продекан за наставу - проф. др Дарко Стефановић
- Продекан за финансије и развој - проф. др Игор Пешко
- Продекан за инвестиције и сарадњу са привредом - проф. др Дејан Лукић
- Менаџер - проф. др Слободан Радишић
- Правно кадровски аналитичар - Марија Кондић
- Секретар - Иван Нешковић
- Студент продекан - Мирко Војиновић

### Директори департмана
|     | Департман                                  | Директор                      |
| --- | ------------------------------------------ | ----------------------------- |
| 01. | Производно машинство                       | проф. др Лазар Ковачевић      |
| 02. | Механизација и конструкционо машинство     | проф. др Јован Дорић          |
| 03. | Енергетика и процесна техника              | проф. др Мирослав Кљајић      |
| 04. | Техничка механика                          | проф. др Миодраг Жигић        |
| 05. | Индустријско инжењерство и менаџмент       | проф. др Немања Тасић         |
| 06. | Енергетика, електроника и телекомуникације | проф. др Мирјана Дамњановић   |
| 07. | Рачунарство и аутоматика                   | проф. др Милан Рапаић         |
| 08. | Грађевинарство                             | проф. др Андрија Рашета       |
| 09. | Саобраћај                                  | проф. др Гордан Стојић        |
| 10. | Архитектура и урбанизам                    | проф. др Милена Кркљеш        |
| 11. | Графичко инжењерство и дизајн              | проф. др Немања Кашиковић     |
| 12. | Инжењерство заштите животне средине        | проф. др Немања Станисављевић |
| 13. | Основне дисциплине у техници               | проф. др Небојша Ралевић      |

### Издавачка делатност
Факултет техничких наука се издавачком делатношћу бави од свог оснивања. Међутим, систематично и организовано издавање публикација започето је 1996. године, када су ФТН и књижара “STYLOS” Нови Сад, основали едицију “Техничке науке”. Од 2001. године Факултет самостално уређује и штампа књиге из те едиције. До 2002. год, у оквиру едиције “Техничке науке” штампани су искључиво основно и помоћни уџбеници. Од 2002. едиција се грана у две едиције – “Техничке науке – уџбеници” и “Техничке науке – монографије”
До сада је у оквиру “Техничке науке – уџбеници” штампано 570 уџбеника, а у оквиру “Техничке науке – монографије” 62 монографија.
Главни и одговорни уредници били су декани: професор др Душан Петровачки до 1998. године, професор др Илија Ћосић од 1998. до 2012. године, професор др Раде Дорословачки од 2012. до 2021. године а од 2021. године професор др Срђан Колаковић.
Факултет издаје часописе „Journal of Graphic Engineering and Design” и „International Journal of Industrial Engineering and Management”.

## Галерија
- Споменик Николи Тесли испред улаза у факултет